# On the Loose (EP)
On the Loose je EP švédské hard rockové skupiny Europe vydané v dubnu 1985. Je to soundtrack ke švédskému filmu On the Loose. První dvě písně, Rock the Night a On the Loose se objevily na dalším albu Europe The Final Countdown.

## Seznam skladeb
1. "Rock the Night" (Joey Tempest) – 4:09
2. "On the Loose" (Joey Tempest) – 2:34
3. "Broken Dreams" (Joey Tempest) – 4:23

## Sestava
- Joey Tempest – zpěv
- John Norum – kytara
- John Levén – baskytara
- Mic Michaeli – klávesy
- Ian Haugland – bicí